# Meadow Soprano

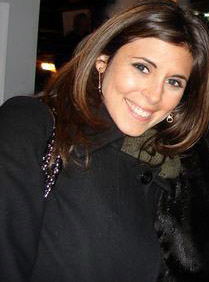
Jamie-Lynn Sigler

Meadow Mariangela Soprano (n. 13 septembrie 1982), interpretată de Jamie-Lynn Sigler, este un personaj fictiv în seria televizată distribuită de HBO, Clanul Soprano. Atunci când Tony, tatăl ei, este în comă, vocea ei este asigurată de Morgan Saylor.